# Luis Eduardo Matta
Luis Eduardo de Albuquerque Sá Matta (Rio de Janeiro, 21 de novembro de 1974) é um romancista e ensaísta brasileiro.

## Biografia
De origem libanesa católica por parte de pai, Luis Eduardo Matta passou a infância e a adolescência entre o bairro carioca de Copacabana e uma chácara em Maricá, no interior do Rio de Janeiro.
Desde 1990, Luis Eduardo dedica-se a estudos sobre política internacional com foco no Oriente Médio. Um dos pioneiros e principais nomes do thriller no Brasil, iniciou sua carreira literária em 1993 aos 18 anos, com o romance "Conexão Beirute-Teeran" prefaciado pelo embaixador e intelectual libanês Mansour Challita, um dos maiores especialistas em Oriente Médio no Brasil e de quem Luis Eduardo foi grande amigo.
A produção de Luis Eduardo intensificou-se a partir dos anos 2000 com a publicação de outros thrillers, como "Ira Implacável" e "120 Horas". Em 2007, Luis Eduardo estreou na literatura infantojuvenil publicando "Morte no Colégio" pela Série Vaga-Lume e "Roubo no Paço Imperial" pela Coleção Olho no Lance, ambas da editora Ática. A ficção de Luis Eduardo é caracterizada pelas tramas de mistério e suspense muito elaboradas, pela linguagem clara e elegante, pela precisão histórica e geográfica e por uma leitura diferenciada do gênero “thriller”.
A literatura de Luis Eduardo possui ainda um forte perfil multiculturalista, com histórias ambientadas em diferentes países e uma interação entre personagens brasileiros e de outras nacionalidades – principalmente árabes, israelenses, iranianos, hispano-americanos e naturais da chamada "Europa latina".
Em 2003, inspirado nas idéias do crítico José Paulo Paes expostas no livro "A Aventura Literária", Luis Eduardo publicou um manifesto em prol de uma literatura de entretenimento brasileira que apelidou de "literatura popular brasileira" (LPB). Nos vários ensaios que escreveu destaca-se, ainda, a defesa contundente de uma reformulação no ensino de literatura no Brasil e da democratização da leitura entre a população.

## Obra

### Romances
- Conexão Beirute-Teeran (1993)
- Ira Implacável: Indícios de uma Conspiração (2002)
- 120 Horas (2005)
- O Véu (2009)
- A Outra Face do Desejo (2013)

### Livros juvenis
- Morte no Colégio (2007)
- Roubo no Paço Imperial (2008)
- O Rubi do Planalto Central (2009)
- O Dia Seguinte (2011)
- As Bem Resolvidas(?) - Quem Manda Aqui Sou Eu! (2011)
- O Diário Perdido de Pernambuco (2012)
- O Vale dos Mistérios: Passageira 45 (2015)
- O Mistério do Grêmio (2015)
- Detetive Cecília e a Águia de Bronze (2017)
- Detetive Cecília e o Mistério do Riacho (2018)
- Desaparecida (2019)
- Detetive Cecília e a Área de Sombra (2021)
- O Tesouro da Independência (2022)
- O Vale dos Mistérios: Plano de Ataque (2023)
- Detetive Cecília e a Ameaça Eleitoral (2024)

### Contos
- Território V - Vampiros em Guerra (coletânea organizada por Kizzy Ysatis) (2009)
- Dimensões.BR (coletânea organizada por Helena Gomes) (2009)
- Brasil-Haiti: 101 Histórias, Uma Esperança (coletânea organizada por Greg McQueen) (2010)
- Jogos Criminais (coletânea organizada por Sérgio Pereira Couto) (2011)
- Internautas: Os Chips Reinventando o Nosso Dia a Dia (coletânea organizada por Luiz Antonio Aguiar) (2011)
- Geração Subzero (coletânea organizada por Felipe Pena) (2012)
- Royal Straight Flush (2016)
- O Outro Lado do Crime: Casos Sobrenaturais (coletânea organizada por Bruno Anselmi Matangrano e Debora Gimenes) (2016)
- Criminal: Os Melhores Detetives Estão Aqui (coletânea organizada por Sérgio Pereira Couto e Gianpaolo Celli) (2017)
- Origens (coletânea organizada por Alexandre de Castro Gomes) (2019)
- Crimes e Castigos  (coletânea organizada por Severino Rodrigues) (2020)